# Ligue Nationale de Basket
| Höchste Klasse |  | LNB Pro A |
| Zweite Klasse  |  | LNB Pro B |

Die Ligue Nationale de Basket (LNB) ist die höchste Spielklasse im französischen Vereins-Basketball der Herren. In der LNB wird die Französische Basketballmeisterschaft der Männer ausgespielt.
Die LNB wurde 1987 gegründet und ist in zwei Divisionen (Spielklassen) eingeteilt: Die Pro A (erste Division) und die Pro B (zweite Division). Meisterschaften im französischen Basketball werden bereits seit 1921 ausgetragen.

## Geschichte

Logo der LNB bis 2024

Am 27. Juni 1987 wurde das Comité des Clubs de Haut Niveau gegründet, mit dem Ziel zur Saison 1987/88 zwei professionelle Divisionen zu etablieren. Dem Comité gehörten alle Clubs der damaligen beiden höchsten Spielklassen Nationale 1A und Nationale 1B an.  Das Comité wurde am 24. November 1990 durch die Ligue Nationale de Basket ersetzt.
Zur Saison 1992/93 erfolgte eine Umbenennung der beiden professionellen Spielklassen in Nationale A1 und Nationale A2. In der darauffolgenden Saison wurden die Bezeichnungen erneut geändert. Seitdem heißen die Spielklassen Pro A und Pro B.

## Pro A

### Modus
An der Liga nehmen 18 Mannschaften teil, welche in der regulären Saison jeweils zwei Spiele gegeneinander spielen. Die acht am besten platzierten Mannschaften spielen nach der regulären Saison in den Play-offs um die französische Meisterschaft. Die zwei nach Ende der regulären Saison am schlechtesten platzierten Mannschaften steigen in die Pro B ab.
Die Play-offs werden aktuell nach dem Best-of-Three- (Viertelfinale) bzw. Best-of-Five-Modus (Halbfinale und Finale) ausgespielt. Der Gewinner trägt den Titel Französischer Meister ist zudem direkt für die EuroLeague qualifiziert.

### Aktuelle Teilnehmer (Pro A 2023/24)
| Team                      | Stadt                 | Halle                                  | Plätze |
| ------------------------- | --------------------- | -------------------------------------- | ------ |
| ADA Blois Basket 41       | Blois                 | Le Jeu de Paume                        | 02.525 |
| JL Bourg Basket           | Bourg-en-Bresse       | Ekinox                                 | 03.548 |
| Élan Chalon               | Chalon-sur-Saône      | Le Colisée                             | 04.540 |
| Cholet Basket             | Cholet                | Salle de la Meilleraie                 | 05.191 |
| JDA Dijon Basket          | Dijon                 | Palais des Sports Jean-Michel Geoffroy | 04.628 |
| AS Monaco                 | Fontvieille ( Monaco) | Salle Gaston Médecin                   | 04.600 |
| BCM Gravelines-Dunkerque  | Gravelines            | Sportica                               | 03.043 |
| Le Mans Sarthe Basket     | Le Mans               | Antarès                                | 06.003 |
| ESSM Le Portel            | Le Portel             | Le Chaudron                            | 03.500 |
| Metropolitans 92          | Paris                 | Palais des Sports Marcel Cerdan        | 03.050 |
| Limoges CSP               | Limoges               | Palais des sports de Beaublanc         | 05.516 |
| ASVEL Lyon-Villeurbanne   | Lyon                  | Astroballe                             | 05.556 |
| SLUC Nancy Basket         | Nancy                 | Palais des Sports Jean Weille          | 06.027 |
| Nanterre 92               | Nanterre              | Palais des Sports                      | 03.000 |
| Paris Basketball          | Paris                 | Halle Georges Carpentier               | 05.009 |
| Chorale Roanne Basket     | Roanne                | Halle André Vacheresse                 | 05.020 |
| Saint-Quentin Basket-Ball | Saint-Quentin         | Palais des Sports Pierre Ratte         | 03.800 |
| Strasbourg IG             | Straßburg             | Rhenus Sport                           | 06.200 |

### Bisherige Titelträger
| Titel | Stadt            | Mannschaft |
| 21    | Lyon             | ASVEL Lyon-Villeurbanne (1949, 1950, 1952, 1955, 1956, 1957, 1964, 1966, 1968, 1969, 1971, 1972, 1975, 1977, 1981, 2002, 2009, 2016, 2019, 2021, 2022) |
| 11    | Limoges          | Limoges CSP (1983, 1984, 1985, 1988, 1989, 1990, 1993, 1994, 2000, 2014, 2015)                                                                         |
| 9     | Pau/Orthez       | EB Pau-Orthez (1986, 1987, 1992, 1996, 1998, 1999, 2001, 2003, 2004)                                                                                   |
| 3     | Antibes          | Olympique d’Antibes (1970, 1991, 1995) |
| 2     | Nancy            | SLUC Nancy Basket (2008, 2011) |
| 2     | Chalon-sur-Saône | Élan Sportif Chalonnais (2012, 2017) |
| 2     | Le Mans          | Le Mans Sarthe Basket (2006, 2018) |
| 2     | Monaco           | AS Monaco (2023, 2024) |
| 1     | Paris            | Paris Basket Racing (1997) |
| 1     | Straßburg        | Strasbourg IG (2005) |
| 1     | Roanne           | Chorale Roanne Basket (2007) |
| 1     | Cholet           | Cholet Basket (2010) |
| 1     | Nanterre         | JSF Nanterre (2013) |
| 1     | Paris            | Paris Basketball (2025) |

## Pro B

### Modus
An der Liga nehmen 18 Mannschaften teil, welche in der regulären Saison jeweils zwei Spiele gegeneinander spielen. Die acht am besten platzierten Mannschaften spielen nach der regulären Saison in den Play-offs (Viertelfinale und Halbfinale jeweils 2 Spiele, Finale 1 Spiel) um den Aufstieg in die Pro A. Der Meister und der Zweitplatzierte steigen auf. Die zwei nach der regulären Saison am schlechtesten platzierten Mannschaften steigen in die Amateurliga Nationale 1 ab.

### Aktuelle Teilnehmer (Pro B 2021/22)
| Pro B 2021–2022 |
| Aix Maurienne Savoie Basket \| Alliance Sport Alsace \| Antibes Sharks \| ADA Blois Basket 41 \| Boulazac Basket Dordogne \| Élan Sportif Chalonnais \| Denain Voltaire Basket \| ALM Évreux Basket \| Lille MBC \| SLUC Nancy Basket \| Hermine Nantes \| Béliers de Kemper \| Rouen Métropole Basket \| Saint-Chamond Basket \| Saint-Quentin BB \| Saint-Vallier Basket Drôme \| Tours Métropole Basket \| JA Vichy-Clermont Métropole Basket |

## All-Star Game & Leaders Cup
Außer den Meisterschaften in der Pro A und der Pro B organisiert die LNB jedes Jahr zwei weitere wichtige Veranstaltungen: das All-Star Game und den Leaders Cup.
Beim All-Star Game trifft eine Auswahl der besten französischen Spieler auf eine Auswahl der besten ausländischen Spieler. Das All-Star Game findet seit 2002 immer im Dezember (Sonntag zwischen Weihnachten und Neujahr) in der Accor Arena in Paris statt. 1987 wurde das erste All-Star Game der LNB ausgetragen, damals noch im Modus Ost gegen West (bis 1992).
Der Leaders Cup (ehemals Semaine des As, Tournois des As) ist ein Turnier, an dem die ersten acht Mannschaften der Hinrunde teilnehmen dürfen (Pro A). Seit 2013 findet der Leaderscup an einem Wochenende im Februar statt. Die Spiele werden als direkte Eliminationsspiele in der Disney Events Arena im Disneyland Paris ausgetragen.